# 色也勒钦郭勒
色也勒钦郭勒，清朝时作色野尔齐河，位于中华人民共和国内蒙古自治区锡林郭勒盟东乌珠穆沁旗东部的一条内流河，属于乌拉盖河右岸支流。发源于大兴安岭宝格达山林场分场西北12千米，蜿蜒向南流经乌拉盖管理区，于哈拉盖图农牧场胡梢庙分场西南汇入乌拉盖河。河长140.2千米，流域面积1980.87平方千米，河道平均比降0.92‰。色也勒钦郭勒河道弯曲，河槽浅宽，水流平缓，中下游两岸多沼泽地及牛轭湖，属于典型的草原型河流。